# Кабанчик, Самуэль
Самуэль Кабанчик (исп. Samuel Cabanchik, род. 18 августа 1958, Буэнос-Айрес) — аргентинский философ, академик и политик. Он был избран в Сенат Аргентины в 2007 году, представляя город Буэнос-Айрес в списке Гражданской коалиции. Он покинул Гражданскую коалицию 8 июля 2009 года и сформировал свою собственную парламентскую группу, Федеральный проект Буэнос-Айреса, и впоследствии считался косвенным союзником правительства Кристины Фернандес де Киршнер.
Кабанчик — профессор современной философии на факультете философии и литературы Университета Буэнос-Айреса, проводил исследования для Conicet, Национального совета по научным и техническим исследованиям. Его книги включают: El revés de la filosofía (Буэнос-Айрес, Biblos, 1993), Introducciones a la Filosofía (Барселона, GEDISA, 2000) и El rejecto del Mundo (Буэнос-Айрес, 2006).
Кабанчик был членом Гражданского радикального союза, но бездействовал в течение нескольких лет, прежде чем активно поддержал Гражданскую коалицию Элизы Каррио. В 2007 году избран в Сенат по списку Гражданской коалиции. 8 июля 2009 года он объявил, что покидает Гражданскую коалицию и формирует свою собственную парламентскую группу, Федеральный проект Буэнос-Айреса. С тех пор он стал сильным парламентским союзником президента Кристины Фернандес де Киршнер.
В 2013 году, в конце своего сенатского срока, Кабанчик решил баллотироваться в Законодательное собрание города Буэнос-Айреса по списку Alternativa Popular, который поддержал кандидатов в Сенат от FPV Даниэля Фильмуса и в палату депутатов Хуана Кабандье.